# Giuseppe Marchesi (pittore)

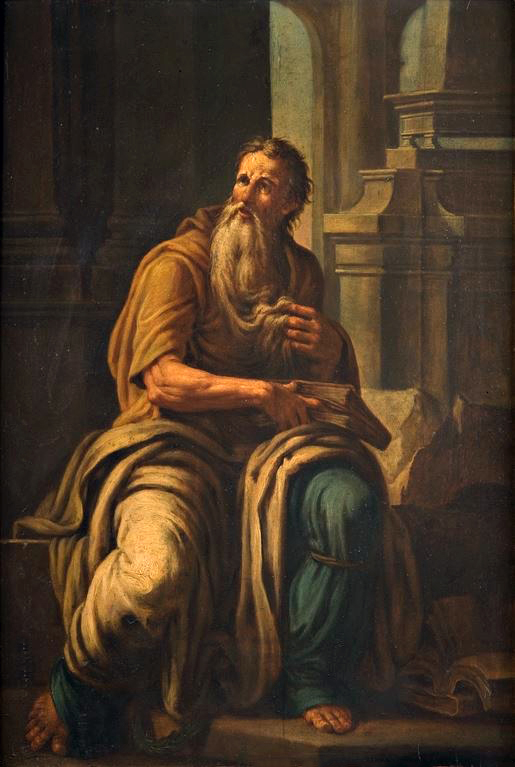
Archimede in un dipinto di Marchesi, Pinacoteca Stuard

Giuseppe Marchesi, noto anche con lo pseudonimo di il Sansone (Bologna, 30 luglio 1699 – Bologna, 16 febbraio 1771), è stato un pittore italiano, del periodo barocco, attivo principalmente a Bologna. Fu prima allievo del pittore Aureliano Milani e poi di Marcantonio Franceschini.

## Biografia

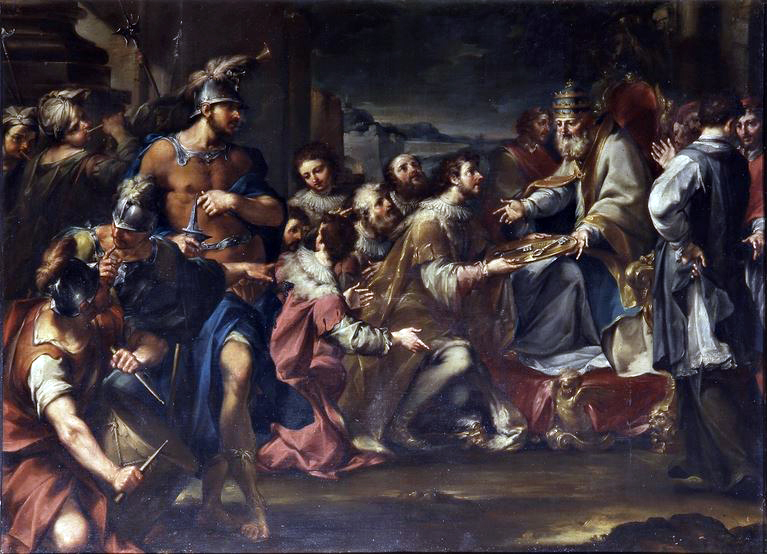
Clemente VIII riconsegna agli Anziani le chiavi della città di Bologna, 1739-40: il dipinto rappresenta papa Clemente VIII nell'atto di restituire le chiavi della città ai membri del consiglio degli Anziani, inginocchiati al suo cospetto. Sulla destra due fanciulli con tromba e alcuni soldati con tamburo sottolineano la solennità dell'avvenimento.

Giuseppe Marchesi nacque a Bologna il 19 luglio 1699. Il suo primo maestro fu il pittore bolognese Aureliano Milani fino al 1719, quando Milani lasciò Bologna per Roma. Così, Marchesi entrò nella bottega di Marcantonio Franceschini, all'epoca il miglior esponente dello stile classicista a Bologna, e probabilmente in Europa, almeno fino all'affermazione di Donato Creti.
Da Aureliano Milani, Giuseppe Marchesi prese in prestito il gusto di Carracci per alcune figure maschili atletiche, e allo stesso tempo trasse da Franceschini una meravigliosa leggerezza nel rappresentare immagini di donne, bambini e angeli, con uno stile molto personale, che ha sempre mantenuto la capacità di quest'ultimo di rendere carnagioni chiare, soffuse di un dolce rossore e armonia nella composizione. Non erano note - fino al rinvenimento effettuato in epoca recente del pendant con Mosè salva le figlie di Jethro e Salomone incensa gli Idoli - opere realizzate mentre era allievo di Franceschini che, essendo di natura particolarmente moderata, finì per espellere precocemente il giovane Marchesi dalla sua bottega a causa dell'eccessiva irrequietezza di quest'ultimo. Il Ratto di Elena è il primo lavoro di sicura datazione realizzato per la grande sala della casa Buratti, a Bologna, nel 1725, e così dopo l'espulsione di Marchesi dalla bottega di Franceschini.
Di poco precedenti sono da considerare le tele con le Quattro Stagioni (Pinacoteca Nazionale di Bologna) e l'Ebbrezza di Noè. Questi dipinti, interpretando in modo molto personale lo stile di Franceschini, mantengono il gusto per l'ambientazione arcadica, ma con una gamma cromatica che si distacca da quella del maestro e riconduce, piuttosto, a Lorenzo Pasinelli, per raggiungere un naturalismo più raffinato in "Inverno Notturno", in cui Marchesi sperimenta giochi realistici e inusuali di luci e ombre, che dimostrano, come le altre tre opere, una conoscenza della pittura rococò del Nord Europa. Tuttavia, già Il ratto di Elena documenta l'inizio del passaggio di Giuseppe Marchesi a quella che sarà la seconda e centrale fase della sua attività, nella quale, affascinato dallo stile di Vittorio Maria Bigari (Bologna 1692 - 1776), il "Sansone" passerà a colori più traslucidi, con figure aggraziate, cieli e mari cristallini, sfondi di architetture classiche.  Pertanto, il 1725 appare ormai la data che chiude il periodo giovanile dell'artista ed apre quello centrale, esteso sino a tutti gli anni '40 del XVIII secolo.
A questa fase appartengono i dipinti del ciclo delle "Storie di Achille" comprendenti Achille viene affidato al centauro Chirone, Achille si congeda dal centauro Chirone (Hinton Ampner, Hampshire), Achille tra le figlie di Licomede (coll. Michelangelo Poletti, San Martino in Soverzano) e Ulisse smaschera Achille, nonché la grande pala con S. Ambrogio ferma l'imperatore Teodosio (Bologna, cattedrale di S. Pietro, 1738), Clemente VIII restituisce le chiavi della città di Bologna agli Anziani (1739-1740), delle Collezioni Civiche di Arte Antica di Bologna e, ancora,  Giuditta nel padiglione di Oleferne e Giuditta decapita Oleferne (Bologna, Pinacoteca Nazionale). Nel terzo ed ultimo periodo Giuseppe Marchesi, pur restando un ottimo interprete, perderà la leggerezza compositiva che ha caratterizzato la sua giovinezza e l'età matura, apparentemente a causa di uno stato di depressione causato dalla declinante salute della moglie. Nel 1752 fu nominato principe dell'Accademia Clementina. Morì a Bologna il 16 febbraio 1771.
La casa Beccadelli di Bologna ospita alcune sale al piano terra decorate da Vittorio Bigari e Marchesi, così come anche Palazzo Bovio Silvestri, sempre in Bologna, per il quale il Sansone eseguì anche una serie di sovrapporte. La Biblioteca Zambeccari, ex monastero dell'ordine dei gesuiti, fu decorata da Nicola Bertuzzi e Marchesi come pittori di figure, Pietro Scandelari le quadrature e Antonio Calegari come stuccatore.